# 新疆官话
新疆官话指在中国新疆使用的汉语方言。有时俗称新疆话或新疆汉话。主要由新疆汉族和回族使用，其他民族语言通常不称「新疆话」。

## 分区

### 北疆
蘭銀官話北疆片，包含蘭銀官話舊「塔密片」及北京官話舊「石克片」。主要分布于新疆北部烏魯木齊市（市區、烏魯木齊縣）、昌吉回族自治州（昌吉市、阜康市、呼圖壁縣、瑪納斯縣、吉木薩爾縣、木壘哈薩克自治縣、奇台縣）、克拉瑪依市、博爾塔拉蒙古自治州（博樂市、雙河市、阿拉山口市、温泉縣、精河縣）、伊犁哈薩克自治州（阿勒泰市、布爾津縣、富藴縣、福海縣、哈巴河縣、吉木乃縣、青河縣）、塔城地區（塔城市、烏蘇市、沙灣縣、額敏縣、裕民縣、托里縣、和布克賽爾蒙古自治縣）、哈密市（市區、伊吾縣、巴里坤哈薩克自治縣）、五家渠市、石河子市、北屯市、奎屯市等地。
乌鲁木齐话与河西话一样，只有三个声调，阳平和上声混合。有较多的维吾尔语和波斯语借词。按照口音可以分为回民话和汉民话，汉民话更接近北京话。
北疆當地居民稱蘭銀官話北疆片為「新疆土話」或「老新疆话」。新疆生產建設兵團的方言被當地居民稱為「團場話」，即帶明顯職工來源地口音的普通話，所以，「團場話」不是一種特定的方言，而是廣大兵團團場使用方言的統稱。一般而言，北疆除塔城、伊犁部分團場使用四川普通話，其餘團場均為河南普通話。
新疆石河子市－克拉玛依市地区舊有的北京官話石克片（又稱北疆片或克石片）被取消，劃入蘭銀官話北疆片。這些地方的漢族多為1949年後從內地遷往新疆的移民，當時語音接近普通話，因此定為北京官話石克片。但現在這些地方的漢族居民多在新疆出生，語言已帶有北疆口音，因此劃為蘭銀官話北疆片。

### 南疆
中原官话南疆片，包含新疆生產建設兵團的「團場話」，分布於甘肅敦煌黨河以東部分，新疆伊犁哈薩克自治州（伊寧市、霍城縣、昭蘇縣、特克斯縣、鞏留縣、察布查爾錫伯自治縣），塔里木盆地阿克蘇地區（烏什縣、阿瓦提縣、柯坪縣除外）、巴音郭楞蒙古自治州（且末縣除外）、吐魯番市全境、喀什地區（麥蓋提縣、岳普湖縣、塔什庫爾干塔吉克自治縣除外）、克孜勒蘇柯爾克孜自治州（阿圖什市、阿克陶縣）、和田地區全境。